# غریزه جنایت
غریزه جنایت (به انگلیسی: Mesrine) فیلمی به کارگردانی ژان فرانسوا ریشه محصول سال ۲۰۰۸ است.
ژان فرانسوا ریشه "غریزه جنایت" را بر اساس داستان واقعی از زندگی ژاک مرن (Jacques Mesrine)، گانگستر بدنام فرانسوی در سال ۲۰۰۸ کارگردانی کرده‌است.
مرن معروف به "مرد هزار چهره" فرانسه مضمون اصلی دو فیلمنامه "غریزه مرگ" و "دشمن شماره یک مردم" نوشته عبدالرئوف دفری است که توسط این کارگردان تصویر شد.
ونسان کسل در نقش مرن و ژرار دوپاردیو در نقش گیدو (مربی او) در کنار سیسیله دو فرانس (ژان) ایفاگر نقش‌های اصلی این فیلم‌ سینمایی هستند.
در خلاصه داستان فیلم آمده است: ژاک مرن پس از اتمام خدمت سربازی، دست به سرقت‌های بزرگ می‌کند. ژاک پس از مدتی ازدواج کرده و صاحب دو فرزند می‌شود؛ اما اعمال خلافکارانه مداومش باعث می‌شود همسرش از او جدا شود و.......
جو کوئینن، منتقد آمریکایی در بخشی از نقد "غریزه جنایت" می‌نویسد:: تماشاگر از همان لحظه‌ای که قهرمان فیلم - با نقش‌آفرینی ماهرانه ونسان کاسل - یک تروریست الجزایری را می‌کشد، با جریانی مداوم از مغزهای‌منفجرشده، کاسه زانوهای خرد شده و بعد باز هم مغزهای‌منفجرشده روبه‌رو می‌شود و...
این فیلم اکشن محصول مشترک کشورهای فرانسه، ایتالیا و کاناداست که در حدود ۱۱۳ دقیقه ساخته شده‌است."غریزه جنایت" برنده شش و نامزد هفت جایزه از جشنواره‌های‌بین‌المللی شده‌است.